# Khalid Yafai
Khalid Yafai est un boxeur britannique né le 11 juin 1989 à Birmingham.

## Carrière
Passé professionnel en 2012, il devient champion britannique des poids super-mouches en 2015 puis s'empare de la ceinture WBA de la catégorie aux dépens de Luis Concepción le 10 décembre 2016. Yafai conserve son titre face à Suguru Muranaka le 13 mai 2017 et Sho Ishida le 28 octobre 2017. Il récidive le 26 mai 2018 en battant par abandon au 7e round David Carmona puis le 24 novembre 2018 en dominant aux points Israel Gonzalez. Yafai bat ensuite aux points Norbelto Jimenez le 29 juin 2019 avant de céder sa ceinture à Román González le 29 février 2020.